# Sylvicanthon foveiventris
Sylvicanthon foveiventris är en skalbaggsart som beskrevs av Schmidt 1920. Sylvicanthon foveiventris ingår i släktet Sylvicanthon och familjen bladhorningar. Inga underarter finns listade i Catalogue of Life.